# Daniel Vázquez Díaz
Daniel Vázquez Díaz (Aldea de Río Tinto, 15 de enero de 1882-Madrid, 17 de marzo de 1969) fue un pintor español. Considerado un artista entre el realismo y el cubismo —también denominado por otros como neocubismo— fue un retratista y paisajista sobresaliente. Dentro de su obra destaca la decoración mediante frescos de unas salas del monasterio de La Rábida, en Palos de la Frontera, como una alegoría de carácter muy personal del descubrimiento de América.
Considerado una figura clave en la pintura española de mediados del siglo xx, fue una referencia para los pintores renovadores o vanguardistas de la época y para muchos investigadores actuales. Aunque existe una amplia bibliografía sobre él, han surgido discrepancias sobre muchos aspectos de su vida, debido especialmente a errores y equívocos del propio artista en sus declaraciones sobre sí mismo ante los medios.
Su obra se encuentra repartida por todo el mundo y tras su fallecimiento ha sido objeto de retrospectivas en importantes pinacotecas. El Centro de Arte Moderno y Contemporáneo "Daniel Vázquez Díaz" de su localidad natal acoge algunas de sus obras más representativas al igual que ocurre con el Museo provincial de Huelva, que desde 1973 dispone de un número importante de sus obras que ha ido creciendo en los últimos años.

## Biografía

### Juventud y formación

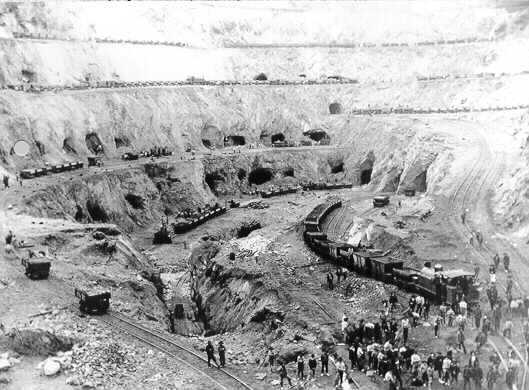
Vázquez Díaz nació en la actual Nerva, un lugar en la que la problemática laboral de las minas de la Cuenca Minera favoreció en cierto modo el pensamiento más revolucionario. Pese a ello este tema no aparece en la extensa obra pictórica del autor.

Hijo de Daniel Vázquez y Jacoba Díaz Núñez, pertenecía a una familia acomodada de la actual localidad de Nerva (Huelva), denominada aún por entonces Aldea de Río Tinto. Esa población era considerada un centro cultural de la zona de la Cuenca Minera donde además existía una importante problemática social de explotación y miseria suscitadas por las compañías mineras allí instaladas. Pasó parte de sus primeros años en Sevilla, donde realizó el bachillerato en los salesianos y, tras ello, comenzó a estudiar la carrera de comercio a los diecisiete años. Tres años después se graduó como profesor mercantil. Es importante resaltar el hecho de que a los diez años de edad visite el Museo de Bellas Artes de esa ciudad, quedando impactado por las obras de Zurbarán o El Greco que influirán posteriormente y de manera evidente en su obra. De 1897 datan sus primeras obras conocidas como El pozo y la higuera y El seminarista, dos años antes de vender su primer cuadro.

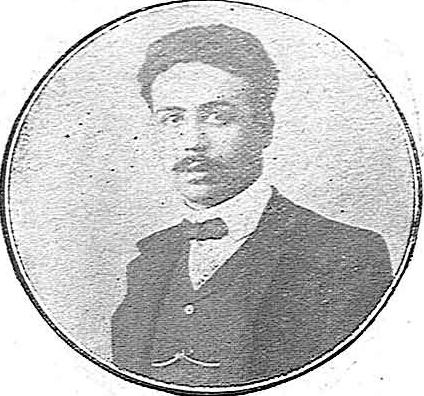
Retrato publicado en 1904

Trasladándose en 1903 a Madrid se dedica a realizar copias en el Museo del Prado. Durante esos primeros años en la capital hizo amistad con Ricardo Baroja, su hermano Pío Baroja y el futuro Premio Nobel de Literatura, Juan Ramón Jiménez. Famosos son los retratos realizados a los intelectuales de su generación. En 1904 presentó cuatro obras en la Exposición Nacional de Bellas Artes recibiendo la Mención de Honor por el retrato de la actriz Gloria Laguna. Dos años después, durante una estancia en verano, se interesó por el paisaje vasco y expuso en el Salón del Pueblo Español de San Sebastián. Participó en el Salón de Independientes e hizo una muestra en 1908 con Picasso en la Galería Rue Trouché. Al artista malagueño lo había conocido por mediación de Paco Durrio, manteniendo con él una estrecha relación.
Ese mismo año se desplazó de nuevo a Sevilla, exponiendo junto a meritorios pintores como Pablo Picasso o Juan Gris y conociendo a Antoine Bourdelle, que lo inició en la técnica de la pintura al fresco.
Conoció también a la que será su musa, la escultora danesa Eva Preetsman Aggerholm, protagonista de decenas de cuadros y con la que se casó en 1911. Al año siguiente nació su hijo Rafael Vázquez. En su nuevo círculo se encuentran los intelectuales Rubén Darío, Manuel Machado y Amado Nervo. Durante esa época siguió haciendo visitas periódicas a Nerva donde, ya célebre, se le dispensaron diversos homenajes. Comenzó a realizar su serie de retratos de toreros sin dejar el paisaje vasco. En 1914 pintó su interesante obra Los ídolos, expuesta en el Museo Nacional de Tokio.

### Estancia en París
Meses después llegó a París, ciudad donde permanecería durante nueve años. Allí, una de las primeras personas a las que conoció fue Amedeo Modigliani. Establecido definitivamente en 1918, encontró en el cubismo su medio ideal de expresión. A juicio de los críticos, y a diferencia de autores como Juan Gris, no fue un cubista intelectual, sino que utilizó las formas externas, la morfología del cubismo, para rehacer su lenguaje, característico por el uso de colores sobrios y grises, y por lo recio de sus planos. Estas características transmiten una especial solemnidad a su obra, considerada en cierta medida por algunos autores como zurbaranesca, en la línea también de su paisano, amigo y coetáneo Eugenio Hermoso, con quien había realizado sus primeros estudios en Sevilla y en Madrid.
En 1918 expuso en Madrid en el Salón Lacoste y fue criticado por los clásicos acusándosele de «extranjero» dada su formación foránea.

En el Salón Lacoste se ha presentado el pintor Vázquez Díaz al público madrileño. A pesar de ser español, Vázquez Díaz es un extranjero en España. Casi toda su vida la ha pasado en París, y de París es su educación artística, y de París su arte [...] Vázquez Díaz ha creído inequívocamente que en Madrid iba a obtener la misma expectación que en París. Ha olvidado incomprensiblemente que España es hoy el país del mundo que cuenta con los mejores pintores, con los únicos pintores de esta época, que pasarán justamente a la posteridad, porque son los únicos que hacen arte verdadero, sano y consciente.
Antonio Ballesteros de Martos.

Pero por el contrario fue aclamado y ensalzado por los vanguardistas y renovadores que, según ellos, vieron nuevos horizontes y una creatividad llena de honradez y genialidad; entre estos últimos destacan Azorín, García Lorca, Miguel de Unamuno, Eugenio d'Ors y su incondicional amigo Juan Ramón Jiménez.
Los reconocimientos continúan durante esos años, como en la Exposición Nacional de Bellas Artes de 1920, en Madrid, donde obtuvo la tercera Medalla de Grabado. Comienza así un periodo de éxitos que le lleva a exponer en Bilbao, Portugal, Barcelona, Francia e Inglaterra. En 1925 participa en la Exposición Internacional de pintura en Estados Unidos. En esta muestra realizada en Pittsburgh y patrocinada por el Instituto Carnegie, coincide con Ignacio Zuloaga, Fernando Álvarez de Sotomayor, Valentín de Zubiaurre, Ramón de Zubiaurre y Pablo Picasso. Además se convirtió en profesor en la Escuela Superior de Bellas Artes de Madrid de entreguerras, teniendo entre sus alumnos a Salvador Dalí, Jorge Gallardo y Modesto Ciruelos. En noviembre de 1925 le ofrecen la dirección de la Residencia de Artista de Fuenterrabía de San Sebastián. Al año siguiente participa en la Exposición Internacional de Venecia y en 1927 hizo una exposición en el Museo de Arte Moderno de Madrid y el rey Alfonso XIII, tras su visita a la muestra, elogió el quehacer del artista. También fue catedrático de dibujo del Instituto Cervantes, de Madrid.

### Madurez
A finales de 1930 es uno de los 32 artistas seleccionados para representar a España en la Exposición Internacional de Pintura del Instituto Carnegie de Pittsburg. Allí coincide con pintores de la talla de Picasso, que obtiene el primer premio, y otros grandes pintores de la vanguardia española. El certamen resulta muy interesante por el intercambio artístico y cultural que supone. Una vez acabada la muestra se expuso también en el Museo de Arte de la ciudad de Cleveland y en el Instituto de Arte de la ciudad de Chicago. 
En octubre de 1932 expone en Copenhague en la Exposición de Arte Español junto con su mujer y otros artistas seleccionados.
Permaneció en Madrid en el año 1936, durante la guerra civil española. Realizó su primera exposición tras la contienda con dibujos y bocetos del Poema del Descubrimiento en Portugal y en la Bienal de Venecia. Tras la contienda siguió impartiendo su magisterio a autores como Rafael Canogar y Agustín Ibarrola. En 1948 fundó la Escuela de Paisajes en la Universidad Hispanoamericana. Dado su prestigio, en 1949 fue nombrado académico de la Real Academia de Bellas Artes de San Fernando.
A partir de ahí, en los años 1950 ya es plenamente un artista consagrado. En esos años recibió diferentes distinciones en España. Además, en 1952, fue nombrado —nuevamente— catedrático —en pintura mural— de la Escuela de Bellas Artes de San Fernando; los frescos de La Rábida alcanzaron reconocimiento mundial. El último año de esa década fallece su esposa.
En los años 1960 las visitas a su tierra escasean; en una de éstas hace realidad la ilusión de un pequeño artista, Martín Gálvez, convirtiéndose el encuentro en una lección magistral. En 1962 expuso en la Sala Quixote y realizó el que sería su último cuadro. En los últimos años de su vida fue nombrado hijo adoptivo de Madrid —ya lo era desde 1929 de Fuenterrabía—, fue nombrado vicepresidente del patronato del Museo del Prado y fue nombrado caballero gran cruz de la Orden de Isabel la Católica. El 17 de marzo de 1969 fallece en Madrid.

## Obra

### Hombres de mi tiempo; autor retratista

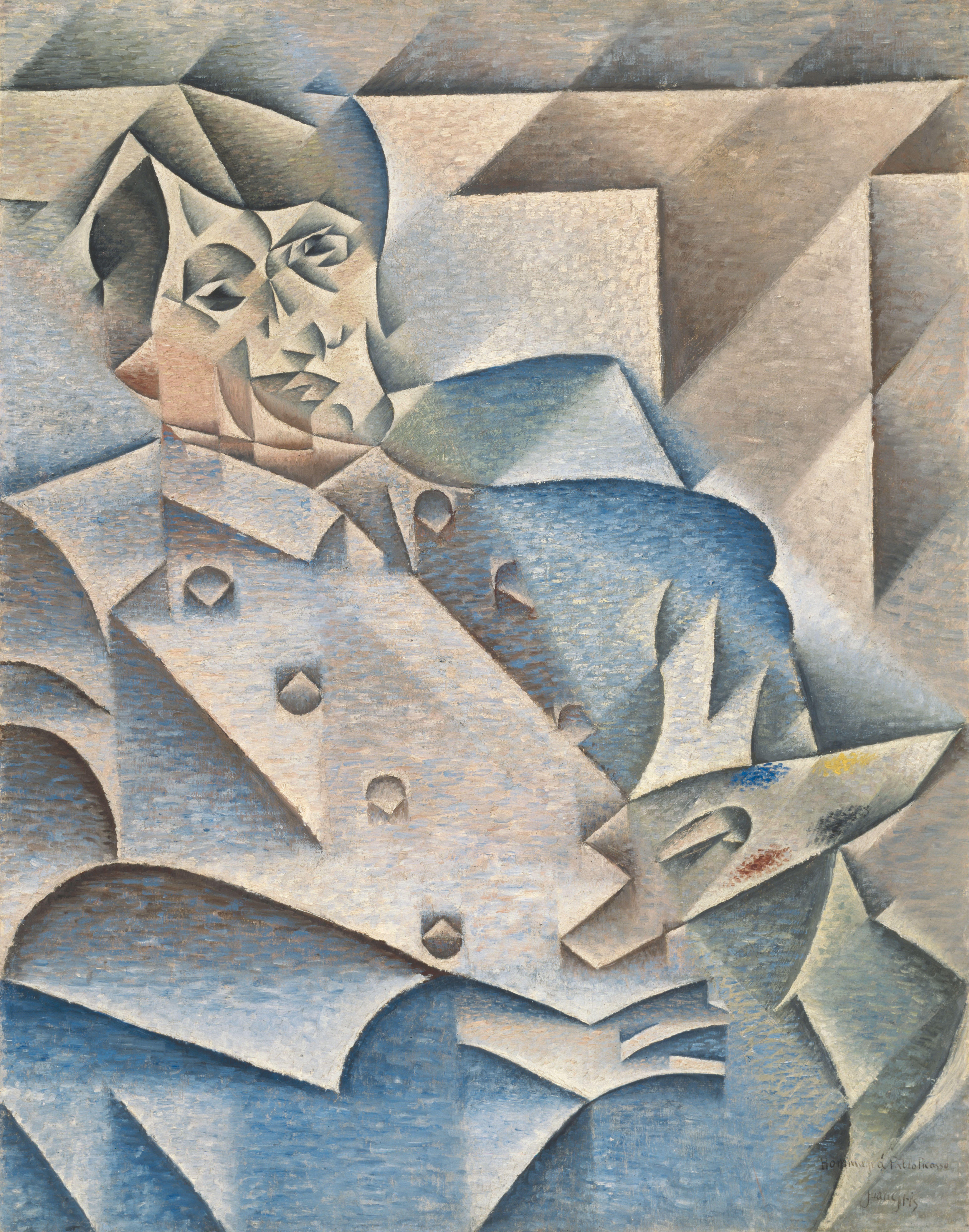
Vázquez Díaz optó por el retrato de resonancias cubistas para inmortalizar a los que él consideraba grandes personalidades de su tiempo. En la imagen: Picasso, retratado por Juan Gris, 1912, óleo sobre lienzo, 93,4 x 74,3 cm, Instituto de Arte de Chicago.

Vázquez Díaz dedicó gran parte de su obra al retrato, estilo con el que se encontraba cómodo desde sus primeros trabajos. A través de una serie que denominó Hombres de mi tiempo (Instituto de Cultura Hispánica, 1957), realizó retratos de personalidades del momento como Pablo Picasso, Juan Ramón Jiménez, Miguel de Unamuno, Alfonso XIII —uniformado como ingeniero de minas en una obra perteneciente al Ayuntamiento de Nerva—, Ortega y Gasset, Juan de la Cierva, Ramón Gómez de la Serna, el conde de Romanones o Rubén Darío. La investigadora María Dolores Jiménez-Blanco ha enumerado en más de un centenar las aportaciones de Vázquez Díaz en este sentido.
También fueron célebres retratos de personajes los de su entorno más próximo, como el temprano retrato de José Jurado El seminarista (1899) y, sobre todo, los de temática taurina, como el del onubense El Litri, una de sus primeras obras (1890) y expuesto en el Museo provincial de Huelva, Retrato de Juan Belmonte, Toreros saludando (1908), La muerte del torero (1912) trabajo casi documental de la realidad de la fiesta hispana o Ave Cesar. Estas obras, algunas de ellas pese a su dramatismo, se contraponen a la tradición más negra española con colores que recuerdan a autores como Paul Gauguin. Todo ello convierte a la obra en una excelente galería gráfica de la España intelectual de la época.
A todos estos personajes, tanto intelectuales, como toreros o amigos, los retrata demostrando sus dotes y en ocasiones, con un estilo más cercano a la escultura que al dibujo. En ellos intenta expresar los rasgos sociales y psicológicos del retratado.

Un retrato ha de parecerse al retratado y al mismo tiempo, estar bien pintado. Al no parecerse, será una buena pintura nada más, pero no un buen retrato, que, en mi opinión, ha de ser como una biografía pintado.
Vázquez Díaz.

Aun así, dentro de sus juegos artísticos, se permitió retratar en el cuadro Ricardo Baroja de 1925 a su amigo con hábitos de fraile.

### Instantes, el paisaje y estancia en Fuenterrabía

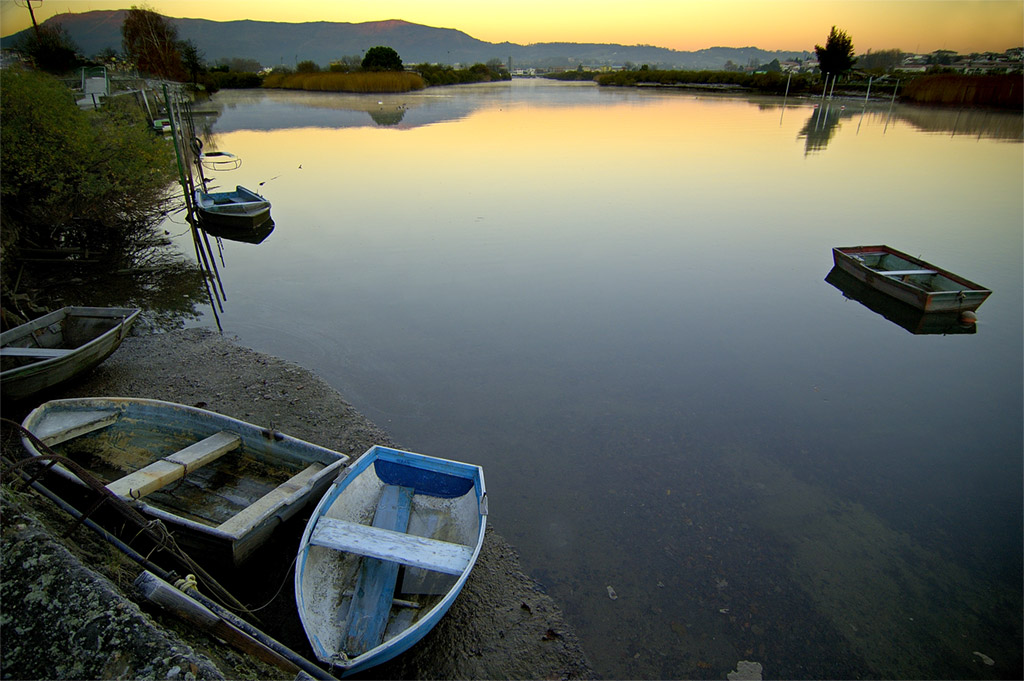
El ambiente, los colores del Bidasoa impactaron fuertemente en la obra de Vázquez Díaz.

Durante algún tiempo, evitando la Francia de la Primera Guerra Mundial Vázquez Díaz se trasladó al País Vasco, instalándose a orillas del río Bidasoa en la pequeña ciudad de Fuenterrabía. Esa estancia le permitió trabajar un paisajismo recurrente, con el que intentó reflejar la realidad de la luz y el ambiente vasco desde la óptica impresionista, que tan bien conocía de su estancia en París. Obras como Alegría del campo vasco, La alameda de Fuenterrabía o Paisaje del Bidasoa, denotan una importante impresión del paisaje vasco e incluso de su cultura, optando frecuentemente por usar atuendos típicos de la zona. Refiriéndose a Fuenterrabía, el autor afirma:

Esta fue para mí la afirmación de mis grises, de los que tanto se ha dicho y que Fuenterrabía me enseñó a mirar mostrándome sus característicos días de Vasconia, esos días de sol entoldados que tamizan la luz, inundando el paisaje de tanta poesía. [...] En esta bahía del Bidasoa que pinté tantas veces los azules se esmaltan y los verdes adquieren una riqueza insospechada de matices.
Vázquez Díaz.

Estas pequeñas obras las denominaba Instantes, y las consideraba además una forma de mejorar la técnica e investigar con el color:

Yo llamo «Instantes» a estos cuadros pequeños. Sí. Instantes poéticos captados en momentos felices. [...] Señalan mis esfuerzos en la investigación del color.
Para el Diario ABC de Madrid. 25 de marzo de 1947.

### Poema del Descubrimiento; los frescos de La Rábida

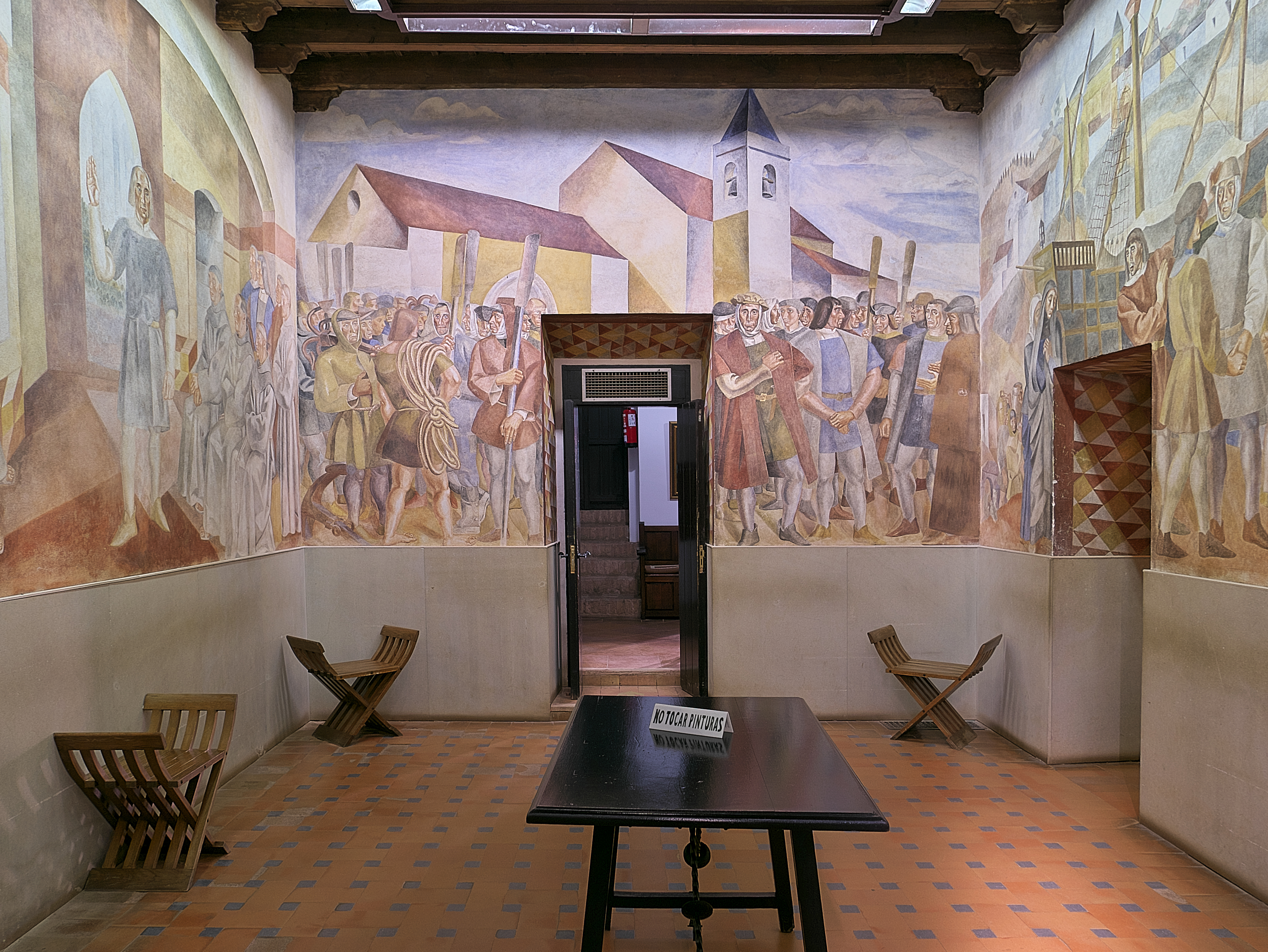
Mural izquierda: "Cristóbal Colón con los frailes del Monasterio"
Mural central: "Los heroicos marinos de Palos y Moguer"
Mural derecha:"Partida del Puerto de Palos".

Pocas obras pueden resumir más su creación que los frescos de La Rábida (Huelva). En ellos el retrato idílico de los hombres de la tierra en el siglo xv y los paisajes protagonistas durante la epopeya descubridora, se funden con elevada precisión. Aunque el proyecto de realizar unos frescos alegóricos al descubrimiento de América le había rondado durante años, no fue hasta el mes de agosto de 1927 cuando se desplazó a los Lugares colombinos para gestionar la empresa. Su idea era, además de los murales en La Rábida, realizar obras complementarias en la iglesia de San Jorge de Palos de la Frontera y el Monasterio de Santa Clara de Moguer, como lugares principales en esos hechos históricos. Sin éxito con los ayuntamientos de ambas localidades, no fue hasta el 12 de octubre del año siguiente cuando comenzó los trabajos en el monasterio.
Así fue que bajo el patrocinio de Alfonso XIII entre 1928 y 1930, y con la ayuda de su hijo Rafael Vázquez, realizó sus famosos frescos en el monasterio de Santa María de la Rábida, conocidos como Poema del Descubrimiento. El entonces rey se convertía en la principal cabeza visible de un proyecto abanderado por parte de la sociedad civil de la tierra, como el pedagogo Manuel Siurot, que vio en el proyecto la posibilidad de dotar a la provincia de Huelva de una obra universal e inmortal.
Así, instalado entre una casa de peones y una celda del monasterio, durante los trabajos realizaría, alrededor de las salas de un pequeño patio, una serie de frescos en colores pastel. Los temas de estas pinturas se integran en cinco paneles que discurren en torno a la llegada de Cristóbal Colón a La Rábida y su relación con fray Juan Pérez, su expedición descubridora y la marinería de los pueblos de Palos de la Frontera y de Moguer, la partida del puerto de Palos, las tres carabelas descubridoras y demás hechos históricos interpretando de manera personal las figuras de protagonistas del acontecimiento como fueron Colón o Martín Alonso Pinzón. Para muchos investigadores, Vázquez Díaz consigue con esta obra enlazar las aportaciones del portugués Nuno Gonçalves con los frescos bajo medievales y primer tramo del Renacimiento, aunque posteriormente el franquismo utilizó la obra como referencia para una pretendida «estética nacional».

Esta obra, a la que dediqué todos mis pensamientos de largos años, tomó vías de realización en el año 1928, cuando empecé los proyectos y cartones. Los trabajos definitivos de estos muros dieron comienzo el día 12 de octubre de 1929 y firmé el panneau de las naves el 3 de agosto de 1930.
Vázquez Díaz, firma en el cenobio del monasterio.

Esta obra le valió al autor el sobrenombre de Pintor de la hispanidad. Hacia finales del siglo xx se tuvo que realizar una rehabilitación de urgencia de dichos frescos por encontrarse en franco proceso de deterioro debido a la humedad y probablemente a la errónea técnica usada para ese tipo de pared y clima por el autor.
Sin existir relación formal es interesante el paralelismo de esta obra con el cercano Monumento a Colón, realizado en 1929 por Gertrude Vanderbilt Whitney al abordar ambos la misma temática a través de una interpretación personal del cubismo.

## Distinciones importantes

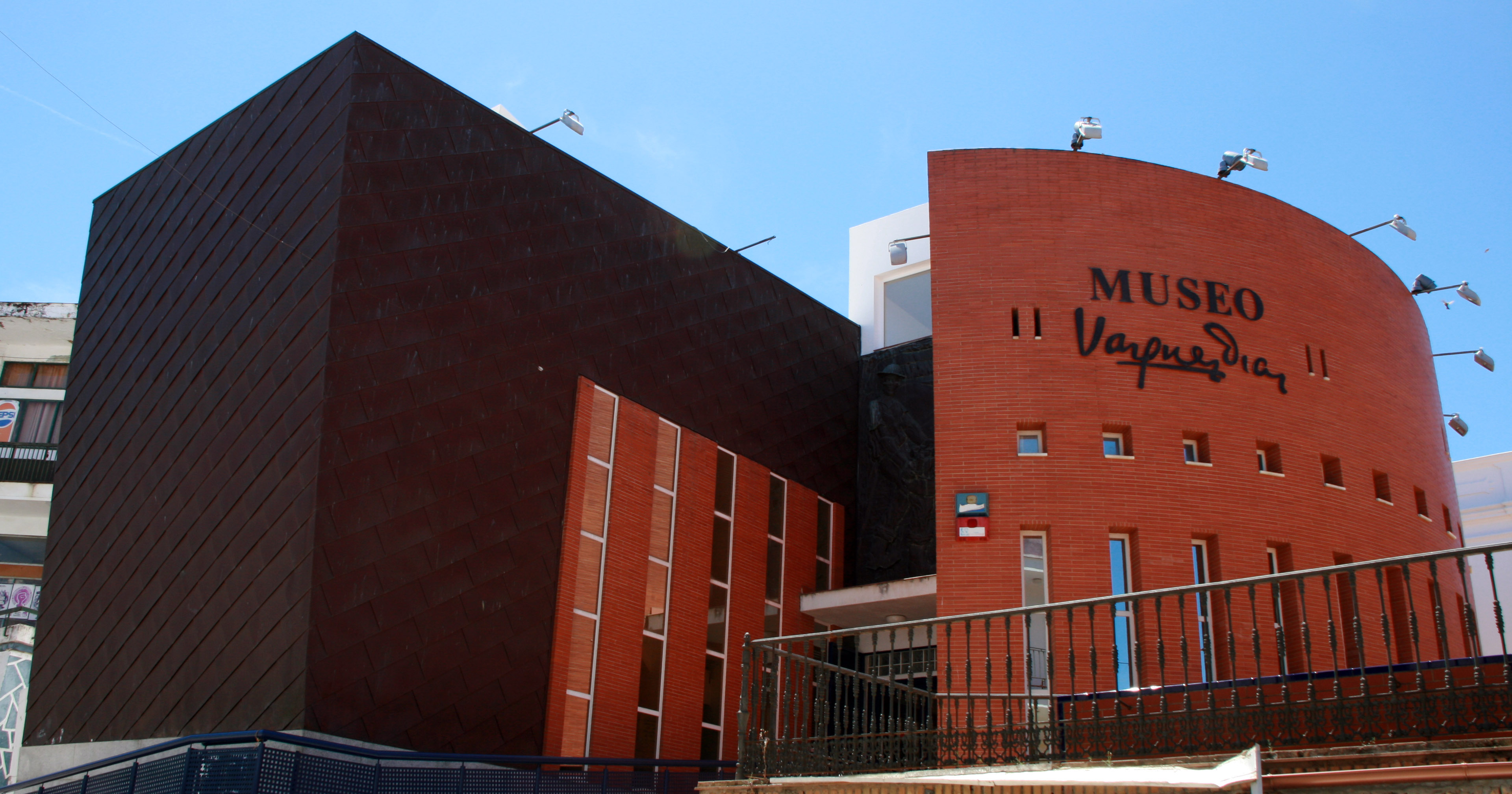
Museo "Vázquez Díaz" en Nerva, Huelva.

Recibió diferentes distinciones en diferentes países, como la Medalla de Oro en la Internacional de París en 1925, la Primera medalla en la Nacional de Bellas Artes de Madrid en 1934, la Medalla de Oro Versalles, la Medalla de Oro de Bellas Artes de Madrid —siendo además nombrado socio de honor— o la Medalla de Honor en la Nacional de Bellas Artes en 1954. En la Exposición Iberoamericana de Sevilla de 1929 participó como miembro de la Nationale de Beaux Arts de París y fue nombrado socio de Honor en la Asociación de Pintores y Escultores. Fue galardonado con otros premios de honor en la Primera Bienal Hispanoamericana de Arte contemporáneo en Madrid, 1951, la Tercera Bienal Hispanoamericana de Arte que tuvo lugar en Barcelona en 1955 o el Gran Premio de Grabado en la Exposición de esa misma ciudad.
El 26 de noviembre de 1952 es nombrado en sesión plenaria de la Diputación Provincial de Huelva, hijo predilecto de la provincia de Huelva. El 3 de agosto de 1953 y con motivo de la celebración de los actos colombinos desarrollados en el monasterio de La Rábida, el presidente de la Diputación Provincial Rafael Salas López, le hizo entrega de la distinción.

### Citas
1. 1 2  «Biografía del pintor» (pdf). Fundación Vázquez Díaz. 2002. Consultado el 6 de noviembre de 2009.
2. ↑  «Exposición sobre Vázquez Díaz en el Museo Reina Sofía de Madrid». Museo Nacional Centro de Arte Reina Sofía. 2004. Consultado el 8 de noviembre de 2009.
3. ↑  Montserrat, Montserrat (20 de enero de 1999). «Zaragoza enseña la obra más oculta de Vázquez Díaz». El País. ISSN 1134-6582. Consultado el 22 de abril de 2018.
4. ↑  «ORDEN de 16 junio de 2000, por la que se autoriza la creación del Centro de Arte Moderno y Contemporáneo Daniel Vázquez Díaz, de Nerva (Huelva) y su inscripción en el Registro de Museos de Andalucía (BOJA 94 de 17 de agosto de 2000)» (pdf). Junta de Andalucía. 2000. Consultado el 2009.
5. ↑  «Junta de Andalucía. Museo Provincial de Huelva». Consejería de cultura. Consultado el 15 de noviembre de 2009.
6. ↑  «Biografía de Daniel Vázquez Díaz, pintor español». Arte Spain. Archivado desde el original el 29 de agosto de 2009. Consultado el 8 de noviembre de 2009.
7. ↑  Agencia EFE (12 de febrero de 2009). «La Fundación Picasso acoge a Vázquez Díaz, ejemplo de la modernidad tranquila». El Economista. EFE. Consultado el 22 de abril de 2018.
8. ↑  «Vázquez Díaz en las Colecciones MAPFRE Varios autores». Colecciones Arte Fundación MAPFRE. Consultado el 22 de abril de 2018.
9. ↑  Bendala Galán, 2003, p. 895.
10. ↑  Tortosa, M. D. (13 de febrero de 2009). «El cubismo tranquilo de Vázquez Díaz». Diario Sur. Consultado el 8 de noviembre de 2009.
11. ↑  «Biografía». Fundación Caixa Galicia. Consultado el 8 de noviembre de 2009.
12. ↑  «Notas de arte». La Época (26.804): 3. 22 de noviembre de 1925.
13. ↑  «Daniel Vázquez Díaz, representativo pintor del panorama artístico español». Fundación Juan Ramón Jiménez. Consultado el 8 de noviembre de 2009.
14. ↑  «El Liberal». 22 de noviembre de 1925. p. 2. Consultado el 5 de marzo de 2022.
15. ↑  El Liberal, 1926, p. 3.
16. ↑  «En Pittsburgo». La Libertad: La Libertad (3317): 5. 5 de noviembre de 1930. Consultado el 11 de marzo de 2022.
17. ↑  «Pintura española en Escandinavia». La Libertad: La Libertad (3933): 3. 27 de octubre de 1932. Consultado el 11 de marzo de 2022.
18. ↑  Mora, Gloria; Tortosa, Trinidad; Gómez, M.ª Ángeles (2001). Comisión de Antigüedades de la Real Academia de la Historia: catálogo e índices. Catálogo del Gabinete de Antigüedades, IV. Madrid: Real Academia de la Historia. ISBN 8489512868. OCLC 47684245.
19. ↑  Andrés Gallego, José (1981). Historia general de España y América. Revolución y restauración, 1868-1931. Madrid: Rialp. ISBN 9788432121142.
20. ↑  «Hijos adoptivos de la ciudad». Ayuntamiento de Hondarribia. Consultado el 23 de abril de 2018.
21. ↑  Redacción (17 de noviembre de 1964). «Clausura de la exposición XXV años de arte español». Diario ABC. p. 61. Consultado el 23 de abril de 2018.
22. ↑  «El retrato de Juan Ramón Jiménez que se perdió para siempre por Víctor Fernández • Mirador de les arts,». Mirador de les arts,. 24 de agosto de 2020. Consultado el 16 de febrero de 2023.
23. ↑  Barba Robles, Juan. Un asesinato, un robo, vida y arte. Un binomio explosivo para la historia de Nerva. Artículo (1999)
24. ↑  Dibujos de hombres de mi tiempo. Tussel, Javier y Camón Aznar, José. Editado por la Diputación Provincial de Córdoba.
25. ↑  El Cultural. Fundación Mapfre (2000). «Vázquez Díaz, retratos. Los hombres de un siglo». Consultado el 8 de noviembre de 2009.
26. ↑  Portal taurino. «Exposición Vázquez Díaz». Archivado desde el original el 17 de febrero de 2009. Consultado el 9 de noviembre de 2009.
27. ↑  Vega, Manuel (2000). «Retratos de Vázquez Díaz» (pdf). Consultado el 11 de noviembre de 2009.
28. ↑  Sugrañes, Eduardo J. (28 de octubre de 2009). «El Museo revisa la obra de Vázquez Díaz a través de 'El silencio cartujo'». Huelva Información. Consultado el 22 de abril de 2018.
29. ↑  Benito, Ángel (6 de diciembre de 1990). «Réquiem por los frescos de La Rábida». ABC de Sevilla. p. 87. Consultado el 23 de abril de 2018.
30. ↑  «Oficio en el que se comunica que se ha designación al pintor Daniel Vázquez Díaz para realizar una nueva decoración mural en el Monasterio de Santa María de la Rábida». Biblioteca Virtual Miguel de Cervantes. Consultado el 22 de abril de 2018.
31. ↑  «Vázquez Díaz». Ediciones Rialp S.A. Archivado desde el original el 24 de mayo de 2006. Consultado el 8 de noviembre de 2009.
32. ↑  Redacción (15 de enero de 1982). «Escasa atención en instituciones culturales al primer centenario del nacimiento del pintor Daniel Vázquez Díaz». El País. ISSN 1134-6582. Consultado el 22 de abril de 2018.
33. ↑  González, Alfonso (29 de enero de 1982). «Lamentable estado de conservación de los frescos de Vázquez Díaz en el monasterio de La Rábida (Huelva)». El País. ISSN 1134-6582. Consultado el 22 de abril de 2018.